# Колона (Колорадо)
Колона (англ. Colona) — переписна місцевість (CDP) в США, в окрузі Урей штату Колорадо. Населення — 36 осіб (2020).

## Географія
Колона розташована за координатами 38°19′39″ пн. ш. 107°46′46″ зх. д. / 38.32750° пн. ш. 107.77944° зх. д. (38.327510, -107.779306).  За даними Бюро перепису населення США в 2010 році переписна місцевість мала площу 0,16 км², уся площа — суходіл.

## Демографія
Згідно з переписом 2010 року, у переписній місцевості мешкало 30 осіб у 14 домогосподарствах у складі 7 родин. Густота населення становила 191 особа/км².  Було 20 помешкань (128/км²).
Расовий склад населення:
| - 100,0 % — білих |

До двох чи більше рас належало 0,0 %. Частка іспаномовних становила 3,3 % від усіх жителів.
За віковим діапазоном населення розподілялося таким чином: 20,0 % — особи молодші 18 років, 50,0 % — особи у віці 18—64 років, 30,0 % — особи у віці 65 років та старші. Медіана віку мешканця становила 52,5 року. На 100 осіб жіночої статі у переписній місцевості припадало 87,5 чоловіків;  на 100 жінок у віці від 18 років та старших — 100,0 чоловіків також старших 18 років.
Цивільне працевлаштоване населення становило 0 осіб. 